# Starý Šidlov

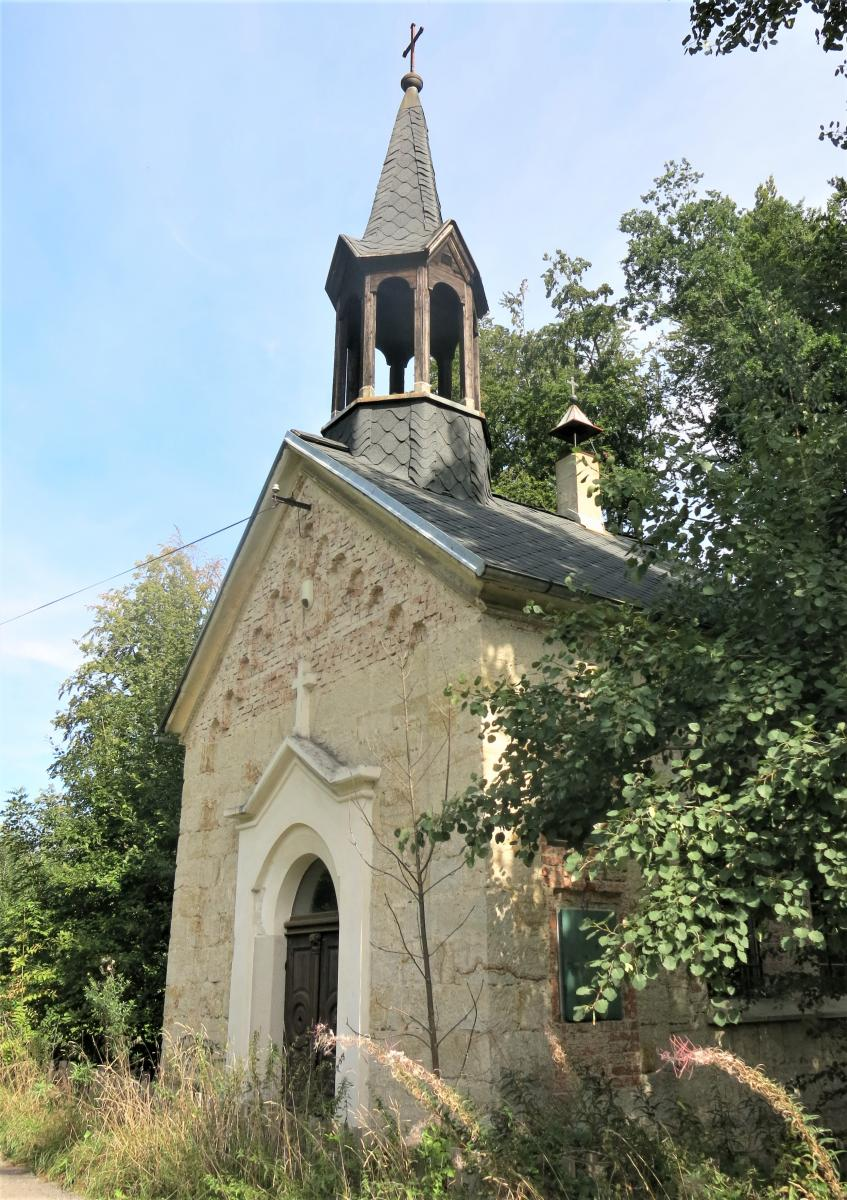
Kapelle in Starý Šidlov

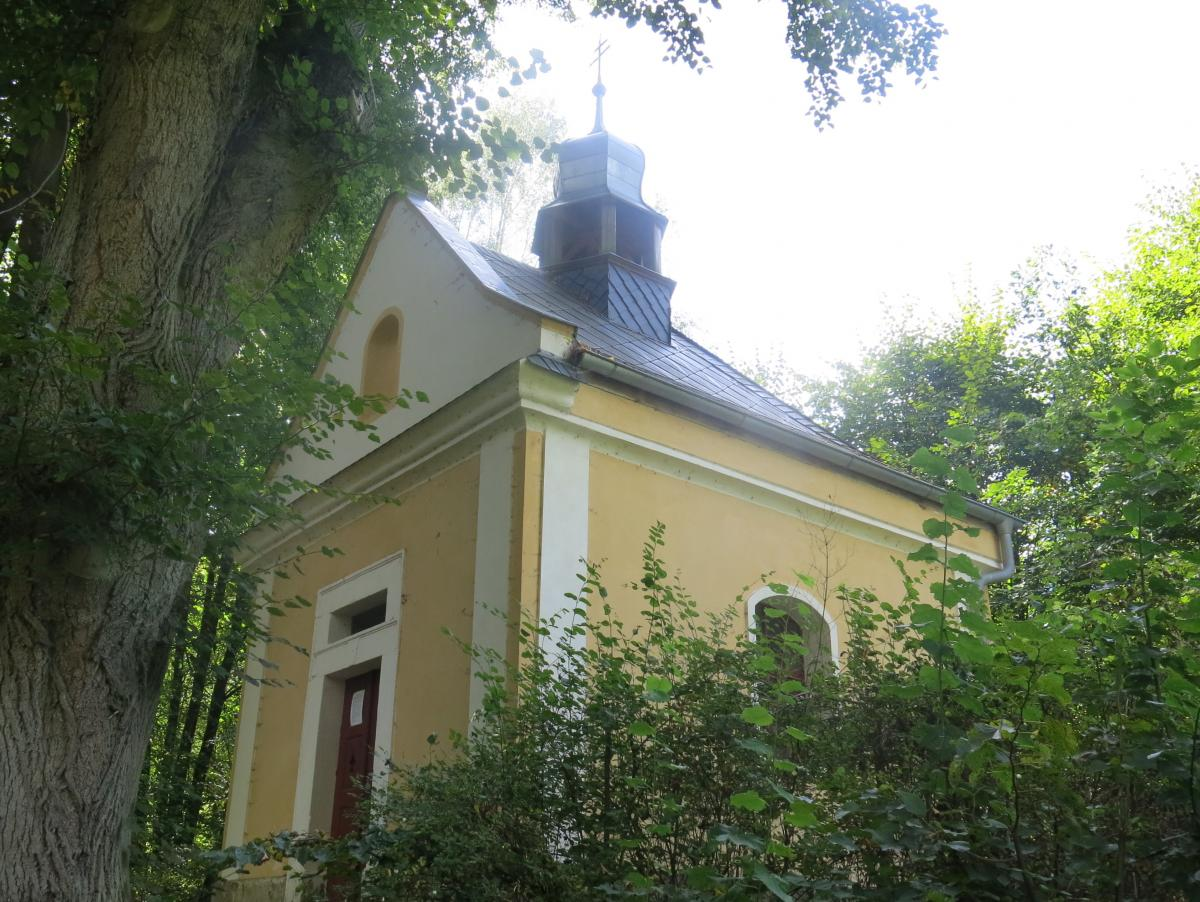
Renovierte Straßenkapelle

Starý Šidlov (deutsch Alt Schiedel) ist eine Grundsiedlungseinheit der Kleinstadt Zákupy (deutsch Reichstadt) im Okres Česká Lípa im Liberecký kraj im Norden der Tschechischen Republik. 

## Geographische Lage
Starý Šidlov liegt entlang der Straße 268 von Zákupy nach Nový Bor auf einer Höhe von ca. 300 m über dem Meeresspiegel in einer waldreichen Landschaft.

## Geschichte
Die urkundliche Ersterwähnung von Staré Šidlov stammt aus dem 16. Jahrhundert im Zusammenhang mit der Pfarrei Dobranov. Im Jahr 1887 wurde in Staré Šidlov eine einklassige Schule gebaut, die auch Kinder aus Nové Šidlov besuchten. Hier wurde Deutsch unterrichtet.
Bei der Volkszählung im Jahr 1900 hatte Starý Šidlov 54 Häuser mit 180 Einwohnern, die von der Landwirtschaft und dem Obstanbau lebten. 
Ab 1938/39 lag Alt Schiedel als eine selbstständige Gemeinde im Reichsgau Sudetenland, Landkreis Böhmisch Leipa, Regierungsbezirk Aussig. Hier lebten im Jahre 1939 286 Einwohner. Nach Ende des Zweiten Weltkrieges 1945 mussten die meisten deutschen Bewohner des Ortes diesen zwangsweise räumen und die Tschechoslowakei für immer verlassen. 1960 wurde Starý Šidlov nach Zákupy eingemeindet.